# Ernst Kliemke
Ernst Kliemke [klimke] (Pseudonym: Heinrich Nienkamp; geboren am 2. Januar 1870; gestorben am 20. Februar 1929 in Berlin) war ein deutscher Jurist, sozialkritischer Schriftsteller, Direktor der Ostafrikanischen Eisenbahn und Esperantist.

## Leben
Kliemke war Mitarbeiter der Deutschen Bank und wurde zum Direktor der Ostafrikanischen Eisenbahn bestellt, an der die Deutsche Bank beteiligt war. Er war Pazifist und ab 1926 Bahaii.
Von 1925 bis zu seinem Tod war er Vorsitzender des Deutschen Esperanto-Bundes.
Zwischen 1904 und 1918 war er Direktor der Ostafrikanischen Bank (regionale Bank für die Kolonie Ostafrika mit dem Recht, eigenes Geld zu drucken), der Ostafrikanischen Eisenbahngesellschaft (die Eisenbahngesellschaft der Kolonie, die 1914 die Strecke von Dar el Salam bis zum Tanganjikasee fertigstellen konnte) sowie der Ostafrikanischen Gasthausgesellschaft, die mit dem Hotel Kaiserhof das feinste Hotel in Daressalam mit Warmwasser, Strom und einem Wiener Kaffeehaus betrieb.
Der Sitz in Berlin war unter der gleichen Adresse Potsdamer Platz 10/11 (später Jägerstr. 1) im Regierungsviertel. Das Kapital kam von Banken (z. B. Deutsche Bank), anderen Firmen (Philipp Holzmann) und der staatlichen Ostafrikanischen Gesellschaft.
Kliemke hatte Mitte des ersten Jahrzehnts im 20. Jahrhundert Esperanto gelernt und sich der Berliner Gruppe angeschlossen. Von 1910 an veröffentlichte er Texte zu Esperanto in verschiedenen deutschen Zeitschriften und Berliner Tageszeitungen. Von 1912 an veröffentlichte er eine Reihe von Texten zu Esperanto in der Zeitschrift Der Vortrupp. Halbmonatsschrift für das Deutschtum unsrer Zeit, die von Hans Paasche mitherausgegeben wurde. Die Verbindung zur Kolonialpolitik brachte ihm 1911 eine Einladung nach Braunschweig ein, wo er im Schloss einen Vortrag zu Esperanto vor der intellektuellen, industriellen und militärischen Elite des Herzogtums halten konnte.
Mit Beginn des Ersten Weltkriegs verlor die Ostafrikanische Eisenbahn an Bedeutung. Kliemke blieb ohne Aufgabe und konnte sich der Schriftstellerei widmen. Sein Hauptwerk Fürsten ohne Kronen konnte er erst 1916 im Vita Verlag in Charlottenburg veröffentlichen. Es fand großen Zuspruch unter kriegskritischen Intellektuellen (Deutsche Friedensgesellschaft).
Als er 1926 zum Esperanto-Kongress in die USA reiste, kam er mit der Weltanschauung der Bahaii in Berührung und besuchte das Esperanto-Denkmal im Garten von Tobias Sigel in Detroit. Ein Foto davon ist in der Österreichischen Nationalbibliothek archiviert.

## Werke

### Texte auf Esperanto
- Bahaismo kaj politiko. La ŝtata idealo laŭ la instruoj de Baha'u'llaj. Bahaa Esperanto-Eldonejo, Wandsbek 1929.

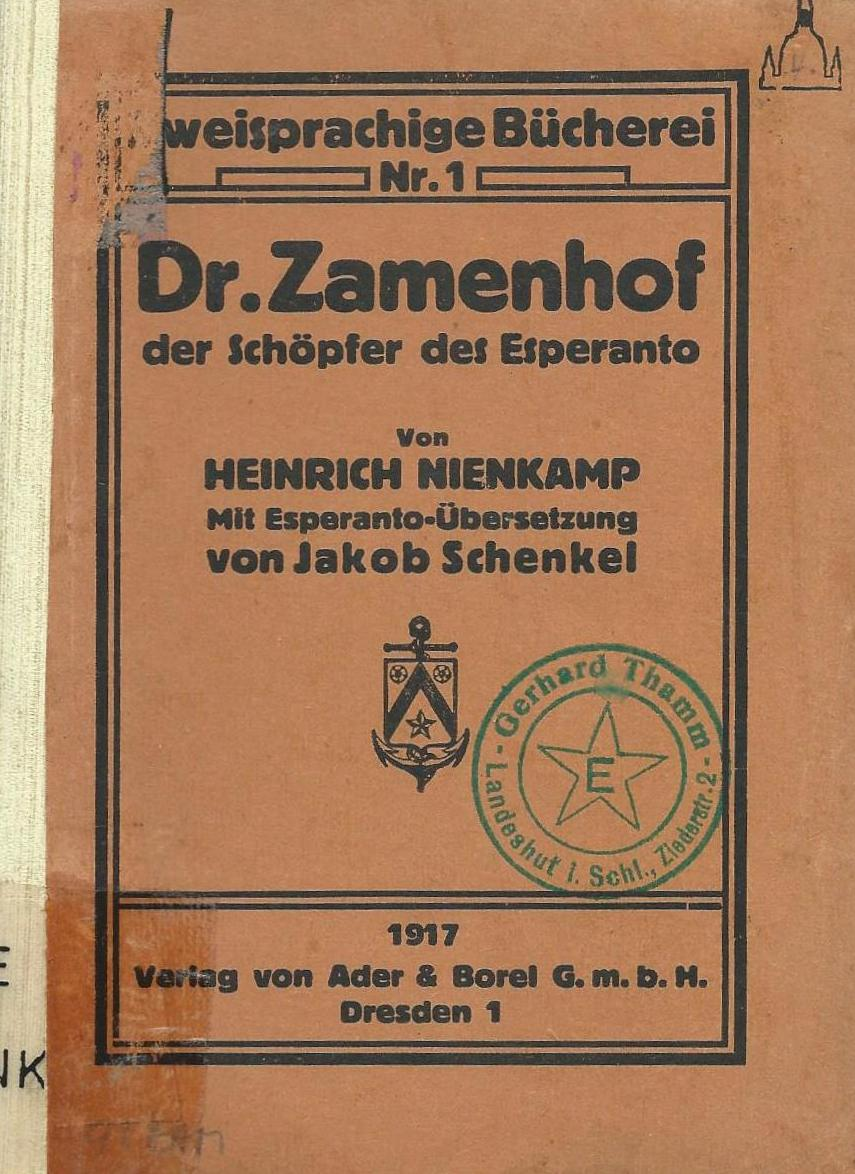
Dr. Zamenhof, der Schöpfer des Esperanto, 1917.

### Deutsche Texte über Esperanto
- Engländer und Esperanto. In: Die Grenzboten, Berlin 1910. Digitalisat.
- Kultur-Kolonien: Ein Wort für die Esperanto-Sprache. In: Kultur und Esperanto. Reimer, Berlin 1910 (ANB), archiviert am 14. Dezember 2016
- Die internationale Sprache. In: Die Grenzboten, Berlin 1910. Digitalisat
- Systematische Sprachbildung. In: Die Grenzboten, Berlin 1910. Digitalisat
- Wissenschaft und Esperanto. In: Rund um die Welt 1911
- Esperanto und der Kaufmann. In: Rund um die Welt 1911
- Esperanto. In: Der Vortrupp. Halbmonatsschrift für das Deutschtum unsrer Zeit. 1. Jahrgang. Nr. 2,  1912  (Kopio in Rund um die Welt, Nr. 3, 1912, S. 49–51)
- Das Leben der Sprache. In: Der Vortrupp. Halbmonatsschrift für das Deutschtum unsrer Zeit.3. Jahrgang. Nr. 2 vom 16. Januar 1914. (Recenso)

- als Heinrich Nienkamp: Kultur und Sprache. Vita Verlag, Berlin-Charlottenburg 1916. Digitalisat
- Zamenhof. In: Der Vortrupp. - Hamburg, 1917. - [6] (1917), 11, S. 337–344 (Nekrologo)
- Diplomatensprache. In: Beiträge zur Welthilfssprachenfrage. Dresden 1918. S. 1–9 (ANB AC04055397)

### Texte zu Esperanto
- als Heinrich Nienkamp: Dr. Zamenhof, der Schöpfer des Esperanto. Kun Esperanta traduko de Jakob Schenkel. (Zweisprachige Bücherei 1.) Dresden: Ader & Borel, 1917.
- Esperanto. Vollständiger Lehrgang mit Wörterbuch. Verlag R. Mosse, Berlin 1925.
- Baha'i-Lehre und Politik: Das Staatsideal nach d. Lehren Baha'u'llah's. (Aus dem Esperanto übersetzt) Verlag J. Bach, Waldmichelbach
- Die Notwendigkeit einer Weltverkehrssprache. In: Ernst Kliemke, Siegfried Liebeck, Ludwig Schiff, Theodor Tichauer: Esperanto und Recht. Eine Vortragsfolge. (Internationale Rechtspraxis 13.) Prager, Berlin 1928.

### Texte auf Deutsch zu sozialpolitischen Themen
- Die staatsrechtliche Natur und Stellung des Bundesrathes. J. Springer, Berlin 1894 (Promotion).
- als Heinrich Nienkamp: Die Reichsaktiengesellschaft. Ein Vorschlag zur Organisation der Friedenswirtschaft im Kriege. Vita Verlag, Berlin-Charlottenburg 1914.[6]
- als Heinrich Nienkamp: Deutschlands Bestrafung: Offener Brief an Clémenceau. Vita Verlag, Berlin 1918.
- als Heinrich Nienkamp: Fürsten ohne Krone. Fast ein Roman. Vita Verlag, Berlin-Charlottenburg 1916.
- als Heinrich Nienkamp: Grundlagen der Fürsten ohne Krone. Leitsätze zur Reform der Gesellschaft. Vita Verlag, Berlin-Charlottenburg 1916.
- Wohlstand für Alle! Verschmelzung von Kapitalismus und Sozialismus. Frey-Verlag, Berlin 1923.
- als Heinrich Nienkamp: Popper-Lynkeus und die soziale Frag. In: Das Ziel, Kurt Wolf Verlag, Leipzig 1919, S. 90–107.
- als Heinrich Nienkamp: Werten und Wirken. In: Der Leuchter. Hrsg.: Graf Hermann Keyserling, 1920.
- Die Taborabahn. Mit acht Illustrationen nach Original-Aufnahmen und einer Karten-Zeichnung. In: Reclams Universum 24.1. (1908), S. 466–472.

### Aphorismen
Ein Sinnspruch ist die Pforte zu einem Gedankenpalast; die meisten betrachten nur die Pforte, treten aber nicht ein.
(Ernst Kliemke als 'Allostis'): Die Tugend des Genusses. Costenoble. Jena 1904.